# Поченчук, Пётр Иванович
Пётр Иванович Поченчук (бел. Пётр Іванавіч Пачанчук; 26 июля 1954, д. Отчино, Малоритский район, Брестская область, БССР — 1 декабря 1991) — белорусский советский легкоатлет, серебряный призер Олимпийских игр 1980 года в спортивной ходьбе на 20 км.
Мастер спорта СССР международного класса.